# Момчил воєвода
Момчил воєвода (болг. Момчил войвода; також відомий як Севастократор Момчил, болг. Момчил юнак; лат. Momchil; грец. Μομ[ι]τζίλος чи Μομιτζίλας; в грецьких джерелах іноді Мимитіл, також народне «Захисник Родоп») — болгарський феодальний володар в Родопах та Беломорській Фракії у XIV ст. Мав неабиякі фізичні вади та військові здобутки. Вважають, що він проводив самостійну політичну лінію у складній ситуації на Балканському півострові того часу і героїчно загинув під час битви з османськими загарбниками. Деякі науковці вважають, що його треба також називати одним з перших болгарських гайдуків як і Карпоша.

## Життєпис

### Ранні роки
Момчил народився близько 1305 року. Відомо, що змалку він був винятково фізично розвинений, дуже високий «як двоє людей». Турецькій поет Енвері писав, що «він нагадує мінарет». Є припущення, що його зріст сягав 2 м заввишки, що у часи, коли середній зріст чоловіків був не більшим від 1,65 м, що призводило до відчуття, що він є велетнем. У віці 20 років він міг зламати 10-річне дерево. Його лук мав рукоятку, що була завтовшки з руку дорослої людини. Він міг так розтягнути тугу тятиву, що стріла пролітала до 270 метрів (300 ярдів), могла пробити будь-який захисний щит вояка того часу.
Його соціальне походження невідоме. Скоріше за все, його батьки були селянами. Вважають, що у юнацтві він був розбійником, який сформував загін (чету) у Болгарії на кордоні з Візантією та Сербією. За це його переслідувала тодішня болгарська царська влада.

### На службі Візантії
Відомо, що близько 1341 року Момчил пристав на службу до візантійського імператора Андроніка III Палеолога в системі так званих стратіотів, тобто тих осіб, які отримують від влади землю у власність, за що мають служити у війську. Момчил почав свою службу, охороняючи ділянку кордону між Візантією і Болгарським царством. Але Момчил як воєвода почав періодично вторгатися з розбійними набігами на територію Болгарії. Візантійська влада, яка мала дотримуватися всіх умов мирного договору з Болгарським царством, попередила його про неприпустимість такої розбійної діяльності та пригрозила видати болгарській владі. Він тривалий час цьому противився, продовжував гайдукувати, але, врешті решт, закінчив свою службу на Візантію і втік до Сербії.

### У Сербії
Коли Момчил переходив під владу короля Стефана Душана, він встиг сформувати загін, який включав до 2 тисяч воїнів. На той час він вже був відомий у Сербії, як видатний командир, що керував вояками за принципом «Меншість заради більшості, більшість заради одного». Через це його підлеглі були йому фанатично віддані, воліли «радше загинути у бою, аніж зрадити його на загибель». Згідно легенди, Момчил, як васал Стефана Душана, керував Піротом і навколишніми болгарськими землями. Середновічна Піротська фортеця на сьогодні означена як історична пам'ятка «болг. Момчилов град».

### У Родопах

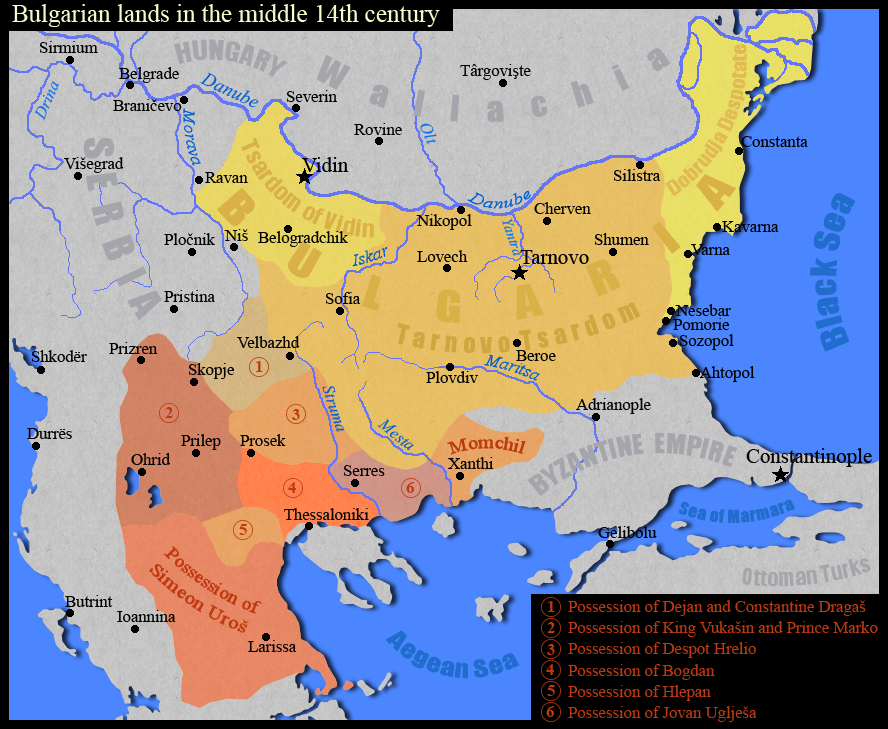
Балканський півострів і Візантія за часів Момчила Войводи. Позначене володіння Момчила як Севастократора.

Момчил у 1343 році досить несподівано проголошує себе союзником імператора Іоанна VI Кантакузина у візантійській громадянській війні 1341—1347 рр. Імператор написав, що у табір його військ в Салоніках несподівано прийшов Момчил на чолі невеликої армії і попросився на службу. Досить «випадково» в той же час посли прибули і посланці з Родопських земель, які проголосили, що будуть підкорятися імператору, але тільки якщо Момчил бути їх володарем. Таким чином, імператор проголосив Момчила своїм васалом, який мав керувати областю Меропа у Західних і Центральних Родопах. Смолян був проголошений столицею васального управління. Момчил мав зібрати збройні сили. Спочатку у нього було 5 000 вояків і 300 вершників.

## Створення своєї держави
Незабаром після отримання фортеці в Меропі Момчил зайняв Ксанті, де оселився і побудував собі палац згідно літописів. Він проголосив Ксанті своєю столицею і розширив територію аж до берегів Егейського моря, захопивши Порто Лагос, фортецю Перитеоріон. У 1345 році в Момчила вже була армія у 4 000 кавалеристів і щонайменше 5 000 піхотинців. З цією армією Момчил брав участь у походах Іоанна VI Кантакузина і його турецького сельджуцького союзника Умур Паші, який іноді вдирався на територію Болгарського царства.
У травні 1344 року візантійський великий князь, командувач флотом Алексій Апокаукос від імені імператриці Анни Савойської, яка правила у період дитинства імператора Іоанна V Палеолога запропонував союз Момчилу. Воєвода був дуже цінним для Візантії, тому візантійська влада проголосила його севастократором — вищий титул у Візантії після імператора. Суперництво з декількома місцевими можновладцями і турецьким данником Візантії Умур беем, який був правителем емірату турків-сельджуків у Малій Азії та чиї орди атакуючих хлинули до Момчилових володінь для грабунку, змусили самого Момчила розірвати стосунки з імператором, зняти з себе обов'язки сюзерена. На відміну від багатьох тодішніх правителів Момчил не оголосив себе царем. Він став цілком незалежним правителем, який виступав як проти Візантії, так і проти турків. Момчил набув такої сили, що з ним доводилось рахуватися. Джерела того періоду прославляли його, як «непереможного і вмілого у війні», «людину…, яку ніколи не залишає мужність». Так якщо навколо ішли військові конфлікти, у Візантії відбувалась громадянська війна, де проти Іоанна V Палеолога виступив товариш його батька Кантакузин, з яким можливо раніше був тісно знайомий Момчил, коли були «захоплені міста і села, Момчил, здавався, всемогутнім і непереможним». В його армії вояки служили без оплати, бо вважали, що під прапором Момчила воювати — це було справою честі і доблесті у тому, щоб захищати свою батьківщину. Враження і пам'ять про Момчила були настільки сильними, що столицю севастократорства Ксанті, яка як така, існувала лише небагато років, навіть через століття після цього місцеві жителі продовжували називати Царево.

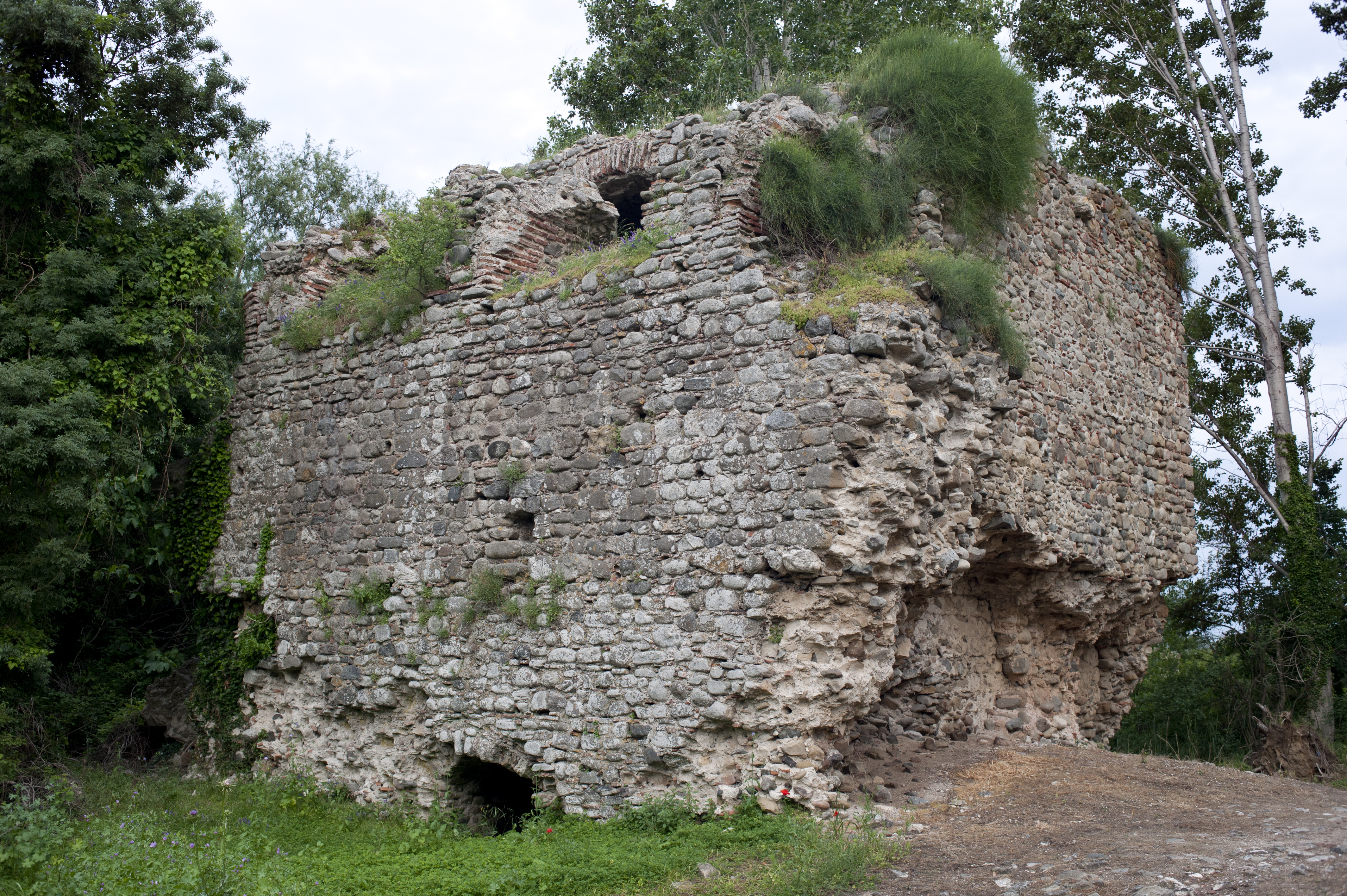
Залишки фортеці Перитеоріон (Буруград/Боруград), біля місця останньої битви Момчила, в якій він загинув.

### Війни проти османів та візантійців
У червні 1344 року Момчил виступив на захист свої володінь від набігів турків-сельджуків та наніс їм поразку у битві біля села Караагач (нині Порто Лагос), яке знаходиться на березі Бистонського озера. При цьому його вояки встигли на озері спалити 15 сельджуцьких кораблів. Умур бей з Іоанном VI Кантакузином об'єднались та вторглись до Момчилових володінь, але воєвода настільки вміло маневрував, що змусив загарбників розділитися, а потім в липні 1344 року вдало напав на військо імператора і наніс йому поразку біля Гюмюрджині, при цьому візантійський імператор був поранений в голову. Таким чином, Момчил змусив об'єднане військо залишити межі його володінь. Тоді ж за деякими свідченнями Момчил оженився на знатній жінці, можливо родичці болгарського царя Івана Александра. Це призвело до виникнення деяких співвідносин з болгарським царством.
Але 1345 року візантійці знов зібрали військо та разом з Умур беєм вторглися до Момчилових володінь. Момчил цього разу несподівано зрадив своїй улюбленій тактиці маневрування і нападу на супротивника зненацька, а вирішив прийняти бій із завідома малими своїми силами проти в 4 рази більшого війська супротивників задалеко від звичних своїх місць розташування. Таким чином, Момчил зайняв позицію в очікуванні супротивника перед фортецею Перитеоріон (Буруград/Боруград), яка мала його захистити від обходу та удару з тилу. 7 липня 1345 року передові сили турків-сельджуків вдарили по війську Момчила, потіснили його і порушивши стіни фортеці вирішили, що перемогли, тому розбіглися та почали мародерствувати. Основні сили візантійців та турків, які підійшли пізніше, побачили, що військо Момчила знову зібралось у військовий порядок. Поки візантійсько-турецька армія збиралась до бою, Момчилове військо несподівано атакувало його по центру. Мочмилу вдалось трохи потіснити супротивника, але вони швидко оговталися і, в свою чергу, перейшли у контрнаступ. Битва тривала багато часу з великою жорстокістю без особливих переваг якоїсь зі сторін, але зрештою вояки Момчила були відтиснуті під стіни фортеці, де вони не мали змоги битися в кінному строю. Момчил першим зліз з коня і продовжував битися спішившись. Битва ще точилась певний час, але загибель Момчила наприкінці 7 липня 1345 року від численних ран припинила її. Іоанн VI Кантакузин був настільки вражений хоробрістю вояків, що дозволив піти до Болгарії двоюрідному брату Момчила, його жінці та воякам, що вижили, залишивши при них їх зброю та носильне майно.

## Нащадки Момчилового роду
Є легенди про нащадків Момчила — вважають таким Стефана Караджу, Вилчана Войводу, легендарного останнього володаря Добруджі Вилко Добруджански і так званий Бінбелов (Бінбеловці, Бімбелов) рід численних вояків, в тому числі, й борців проти османського іга. Серед представників цього роду Маринчо Страшния, який воював на боці Карла XII Шведського у битві при Полтаві серед турків, які підтримували шведів, а після битви ескортував Карла до Бендер. Карл на знак вдячності подарував Маринчо стрічку через плече з синім шаром, яка в ті роки була знаком герцогів.

## Оцінка діяльності Момчила
На сьогодні переважає думка, що болгарський герой Момчил є першою жертвою в боротьбі балканських правителів проти турецького вторгнення, і його незаперечна хоробрість — це приклад того, як треба захищати націю і державу. Його рання діяльність розцінена як прообраз гайдуцької.
Є і протилежні думки, що визначають його як авантюриста і розбійника, який вдало використовував політичну ситуацію для вирішення своїх власних інтересів.

## Пам'ять про Момчила

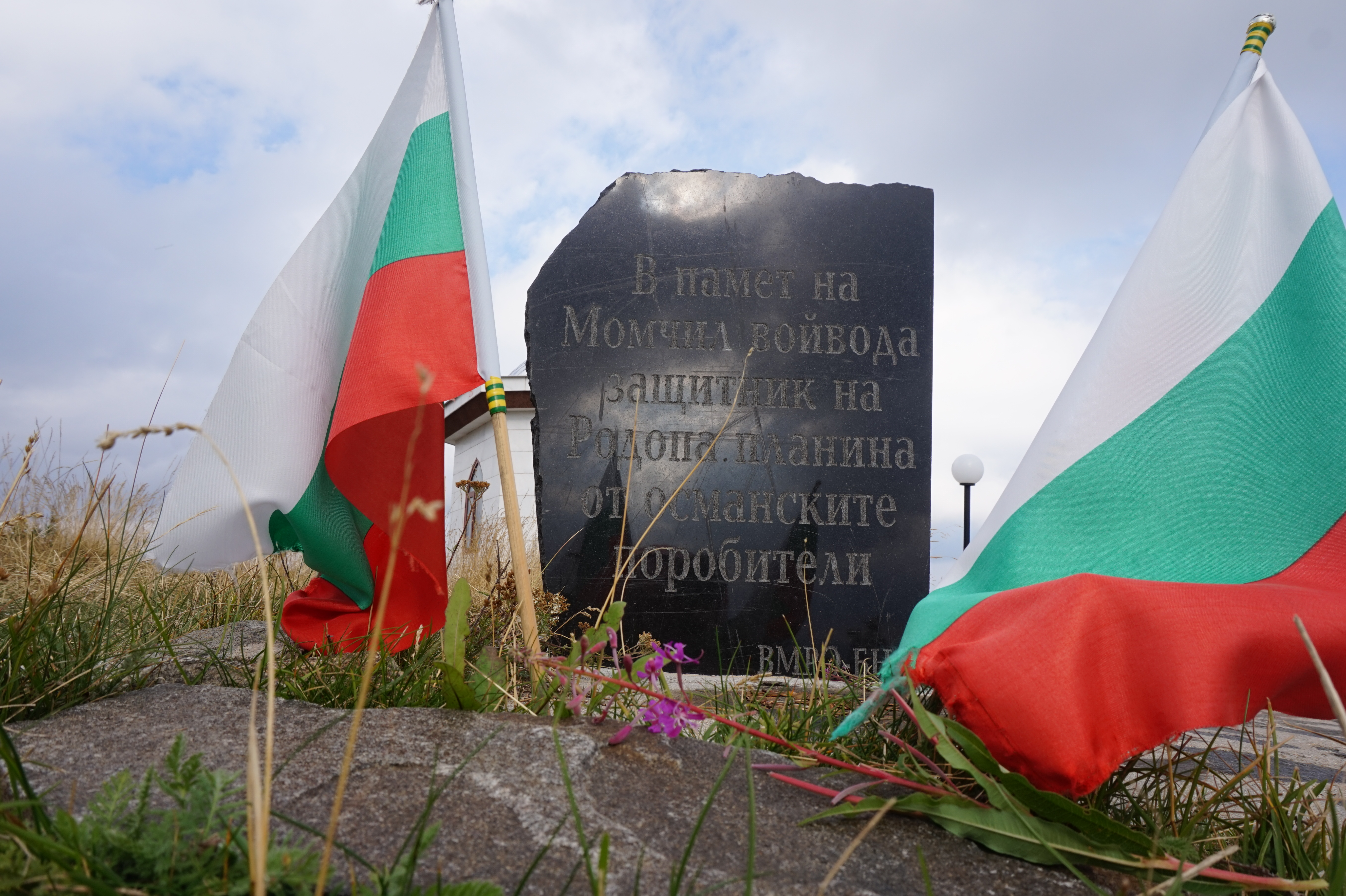
Пам'ятник Момчилу.

Через свою величну зовнішність, активну боротьбу проти ворогів і незалежну політики Момчил після своєї загибелі швидко став фольклорним героєм, захисником Родоп, який їздить на крилатому коні й має магічний меч. Народ створив про нього багато пісень та оповідок, величних легенд. «Останній день, господній день» (болг. Ден последен, ден господен) — роман, який написав про життя Момчила болгарський письменник Стоян Загорчинов.
Оперу «Момчил» створив композитор Любомир Пипков, яка відтворює життя славетного воєводи. Лібрето написав Христо Радевски саме по роману «Останній день, господній день». Вперше її виконано в Софії 24 вересня 1948 року. Болгарський митець Йоан Левієв намалював монументальне художнє полотно «Момчил юнак».
На честь воєводи Момчила названі численні вулиці у різних містах, зокрема у Софії, Бургасі, Видині. Місто у Болгарії носить його ім'я — Момчилград, у якому встановлений пам'ятник захиснику Родоп — Момчилу. Є пік Момчил, який знаходиться на острові Гринвіч, Антарктида.